# いかすぜジョナサン
いかすぜジョナサンは、日本のお笑いコンビ。ラフィーネプロモーション所属。

## メンバー
川村 優太（かわむら ゆうた、1989年7月20日 - ）立ち位置は特に決まっていない｡
神奈川県出身。168cm、62kg、AB型。
趣味はボードゲーム、映画鑑賞。
慶應義塾大学卒業。
小俣 勇二（おまた ゆうじ、1989年10月16日 - ）立ち位置は特に決まっていない｡
山梨県出身。178cm、78kg。O型。
山梨学院大学卒業。
趣味は音楽鑑賞。
特技は言葉の逆再生。
このいかすぜジョナサンの記事について、「もっと書いてくれよ」と発言している。

## 経歴
2014年4月1日結成。主にコントを演じる。旧コンビ名はカワマタ。
2019年には、キングオブコントで準決勝に進出した。また、第4回サガミハラエッジ芸人バトルにて優勝した。
2020年、キングオブコント準々決勝進出。なお、本人は「本当の意味でのキングオブコントでは決勝進出した」と語っている模様。

## 出演

### テレビの出演
- 直前！キングオブコント2019(2019年9月18日、TBSテレビ)[3]
- 深夜に発見！新ｓｈｏｃｋ感～一度おためしください～(2019年12月21日、テレビ東京)[4]
- 前略、西東さん(2020年3月28日、中京テレビ)[5] 第７世代実力派コント師として出演。
- そろそろ にちようチャップリン(2020年4月5日、テレビ東京)[6]
- 東京オーディション(仮)(2020年4月20日、TOKYO MX)
- 証言者バラエティ アンタウォッチマン!（2023年11月7月、テレビ朝日）